# Dichelacera amilcar
Dichelacera amilcar är en tvåvingeart som beskrevs av David Fairchild 1964. Dichelacera amilcar ingår i släktet Dichelacera och familjen bromsar. Inga underarter finns listade i Catalogue of Life.